# Луминесценция
Луминесценция се нарича излъчването на светлина от частиците на дадено вещество (атоми, йони или молекули), което излъчване не се дължи на топлината, а на преминаването на частиците във възбудено състояние под въздействието на различни фактори. Затова луминесцентната светлина е „студена“. Възбуденото състояние на градивните частици е неустойчиво, поради което частиците се връщат в първоначалното си устойчиво състояние, излъчвайки квант светлина (фотон). Но тъй като броят на частиците е огромен, светенето продължава секунди, минути или дори часове.
Веществата, излъчващи луминесцентна светлина, се наричат луминофори (от лат. lumen – светлина, и гр. phoros – носещ). Пример за такова вещество е фосфорът. Много форми на природна луминесценция са били отдавна известни на хората – светещи насекоми (светулките), светещи морски риби и планктон, полярните сияния, светещи минерали, светенето на гниещо дърво и на други разлагащи се органични вещества. В наши дни към природните форми се прибавят и много изкуствени методи за възбуждане на луминесценция.

## Видове луминесценция
Има много видове луминесценция според факторите, предизвикващи светенето.
Електролуминесценцията се предизвиква от протичането на електрически ток през някои вещества. Намира приложение в луминесцентните лампи. Частен случай е катодолуминесценцията (т. нар. катодни лъчи), предизвикана от облъчване на луминифор с бързи електрони. Използва се в кинескопите на телевизорите.
Радиолуминесценцията се дължи на бомбардирането на веществото с йонизиращо лъчение. По този начин в началото на XX век са били правени часовници със светещи циферблати; радиоактивното вещество е било радий. Днес тази технология не се използва за направата на часовници, тъй като е вредна за човешкото здраве.
Фотолуминесценцията е вторично светене под въздействието на видима или ултравиолетова светлина. Съвременните часовници използват този вид луминесценция. През деня луминофорите се напояват с енергия под действието на виолетовата и ултравиолетовата съставка на дневната светлина, а през нощта излъчват натрупаната енергия. Фотолуминсценцията се дели на фосфоресценция (при нея светенето продължава секунди, минути, часове или дори дни) и флуоресценция (светенето затихва до няколко десетки милисекунди).
Хемилуминесценцията е светене, възбудено от енергията на химична реакция.
Биолуминесценцията се дължи на процеси, протичащи в живите организми или в техните останки. Наблюдава се при светулките, планктона и гниещата дървесина. Тя е частен случай на хемилуминесценция.
Сонолуминесценцията се предизвиква от звук с висока честота.
Кристалолуминесценцията е светене, съпровождащо процеса на кристализация. При този процес се отделя енергия, която при определени условия се излъчва като светлина.
Термолуминесценцията се предизвиква от нагряването на някои вещества, но въпреки това не е топлинно излъчване, тъй като не се дължи на хаотичното топлинно движение на градивните частици, а на изпускането на преди това абсорбирана светлина. Нагряването само отключва този процес.
Механолуминесценцията е излъчване на светлина в резултат на механично въздействие върху твърдо тяло. Тя се дели на няколко вида:
- Фрактолуминесценция – причинява се от механично напрежение, предизвикващо счупване.
- Триболуминесценция – предизвиква се от триене, смачкване или раздробяване на луминофори. Дължи се на преминаването на електрически заряди между образуваните наелектризирани частици. Светлината на разряда предизвиква фотолуминесцинция на луминофора.
- Пиезолуминесценцията се предизвиква от натиск. Дължи се на еластичната деформация.